# 勝利の女神4
『勝利の女神4』（しょうりのめがみフォー）は、千葉テレビ放送（チバテレ）で2009年5月2日から放送された金曜深夜のバラエティ番組。また、千葉ローカルの番組ではあるがスカイパーフェクTV!のエンタ!371にて再放送もされていた。
勝利の女神〜3rdSTAGE〜に続くシリーズ3作目。

## 概要
芸能界期待の新人アイドルが様々なゲームを行い「だれが幸運の持ち主なのか！」競いあい、検証する、バラエティ番組。
番組はレギュラー陣＆『悪魔』による爆笑＆女子トークを繰り広げるスタジオトークのほか、メンバーが千葉県内を中心に各地でロケを敢行した。

## 出演者

### レギュラー
- 佐武宇綺
- 宮田聡子
- 田代さやか
- 浜崎慶美
- 永岡真実
- 西村みずほ
- 和川未優
- 礒部希帆

## 声の出演
- 悪魔 : 末高斗夢

## MC
- 菅崎あみ

## スタッフ
- メイク : 飯野みなこ
- 編集 : copernicos DS
- WEB : 鳥井原健二
- BGM制作 : 村岡睦稔
- 技術カメラ : 岡嶋篤志
- AD : 北村智宣、荒井拓
- ディレクター : 船迫誠 (Fantabit)
- 演出 : 伊藤公志
- ラインプロデューサー : 井沢圭吾 (NEXT)
- プロデューサー : 井出雄介（つくばテレビ）
- 企画制作 : Fantabit、つくばテレビ
- 製作著作 : ネクスト (制作プロダクション)

## 放映時間
千葉テレビ放送（チバテレビ）
- 2009年5月2日～:毎週金曜日深夜0時30分～深夜1時00分

スカイパーフェクTV!エンタ!371
- 2009年6月4日毎週木曜日18時30分～19時00分　※毎週金曜17:00～17:30　※リピート